# Encentrum flexile
Encentrum flexile är en hjuldjursart som beskrevs av Godske Eriksen 1968. Encentrum flexile ingår i släktet Encentrum och familjen Dicranophoridae. Inga underarter finns listade i Catalogue of Life.